# Ilana Kloss
Ilana Sheryl Kloss (* 22. März 1956 in Johannesburg) ist eine ehemalige südafrikanische Tennisspielerin und Vorsitzende der Tennis-Liga World TeamTennis.

## Karriere
Bevor Kloss auf der Profitour Tennis spielte, gewann sie 1972 das Mädcheneinzel bei den Wimbledon Championships und 1974 folgte der Sieg im Einzel der US Open der Juniorinnen. Sie war zudem die jüngste Spielerin, die in Südafrika landesweite Nummer 1 wurde. 1976 nahm sie den ersten Rang in der Doppelweltrangliste ein. In diesem Jahr gewann sie den Doppeltitel bei den US Open mit ihrer Landsfrau  Delina Boshoff. Sie besiegten im Endspiel Olga Morosowa und Virginia Wade mit 6:1 und 6:4. Es folgten Turniersiege bei den Italian Open, den US Clay Courts, den German Open, den British Hard Courts Championships in Hilton Head sowie der Mixedtitel mit dem Australier Kim Warwick bei den French Open.
Die meisten Doppelerfolge feierte sie mit ihrer Doppelpartnerin Delina Boshoff. Nach ihrem Rücktritt von der WTA Tour nahm sie an der Über-35-Turnierserie teil, auf der sie 1999 in der Doppel- und Mixedkonkurrenz der US Open siegreich war.
Nach ihrer aktiven Karriere übernahm sie 2001 den Posten als CEO der Tennis-Liga World TeamTennis. 2010 wurde Kloss, die jüdischen Glaubens ist, in die International Jewish Sports Hall of Fame aufgenommen.
Sie lebt mit ihrer Ehefrau Billie Jean King in New York und Chicago. Das Ehepaar heiratete 2018.

## Grand-Slam-Titel

### Doppel
| Jahr | Turnier | Partnerin     | Finalgegnerinnen            | Ergebnis |
| ---- | ------- | ------------- | --------------------------- | -------- |
| 1976 | US Open | Linky Boshoff | Olga Morosowa Virginia Wade | 6:1, 6:4 |

### Mixed
| Jahr | Turnier     | Partner     | Finalgegner                    | Ergebnis      |
| ---- | ----------- | ----------- | ------------------------------ | ------------- |
| 1976 | French Open | Kim Warwick | Colin Dowdeswell Linky Boshoff | 5:7, 7:6, 6:2 |